# Stenoterommata uruguai
Stenoterommata uruguai är en spindelart som beskrevs av Pablo A. Goloboff 1995. Stenoterommata uruguai ingår i släktet Stenoterommata och familjen Nemesiidae. Inga underarter finns listade i Catalogue of Life.